# Depressão (economia)
Depressão econômica consiste num longo período caracterizado por numerosas falências de empresas, crescimento anormal do desemprego elevado, escassez de crédito, baixos níveis de produção e investimento, redução das transações comerciais, alta volatilidade do câmbio, com deflação ou hiperinflação e crise de confiança generalizada. A depressão é mais severa que a recessão, a qual é considerada como uma fase declinante normal do ciclo econômico. 
Uma regra usual para se definir a depressão é a redução drástica (cerca de 10%) do PIB) ou uma prolongada recessão (três ou quatro anos).